# Puchar Portugalii w koszykówce mężczyzn
Puchar Portugalii w koszykówce mężczyzn (por. Taça de Portugal de Basquetebol) – cykliczne krajowe rozgrywki sportowe, prowadzone systemem pucharowym, organizowane corocznie (co sezon) przez Portugalską Federację Koszykówki dla portugalskich męskich klubów koszykarskich (zarówno amatorskich, jak i profesjonalnych). Drugie – po mistrzostwach Portugalii – rozgrywki w hierarchii ważności w portugalskiej koszykówce

## Finaliści
(x) – cyfra lub liczba w nawiasie oznacza kolejny puchar dla tego samego klubu
| Sezon     | Finał                     | Finał          | Finał                 |
| Sezon     | Zwycięzca                 | Wynik          | Pokonany              |
| --------- | ------------------------- | -------------- | --------------------- |
| 1943–44   | Atlético CP               | 42–26          | CF Belenenses         |
| 1944–45   | CF Belenenses             | 31–27          | Vasco da Gama FC      |
| 1945–46   | Benfica                   | 33–32          | CF Belenenses         |
| 1946–47   | Benfica (2)               | 42–25          | Vasco da Gama FC      |
| 1947–48   | Vasco da Gama FC          | 37–35          | Benfica               |
| 1948–53   | Nie rozgrywano            | Nie rozgrywano | Nie rozgrywano        |
| 1953–54   | Atlético CP (2)           | 53–35          | Conimbricense         |
| 1954–55   | Sporting CP               | 51–49 / 73–39  | Barreirense           |
| 1956–57   | Barreirense               | 58–54          | CF Belenenses         |
| 1957–58   | Académica de Coimbra      | 49–40          | Barreirense           |
| 1958–59   | CF Belenenses (2)         | 44–42          | Benfica               |
| 1959–60   | Barreirense (2)           | 48–42          | Benfica               |
| 1960–61   | Benfica (3)               | 79–45          | Académica de Coimbra  |
| 1961–62   | Sporting Lourenço Marques | 46–30          | Barreirense           |
| 1962–63   | Barreirense (3)           | 48–47          | Benfica               |
| 1963–64   | Benfica (4)               | 63–44          | Vasco da Gama FC      |
| 1964–65   | Benfica (5)               | 51–41          | Sporting CP           |
| 1965–66   | Benfica (6)               | 44–37          | Sporting CP           |
| 1966–67   | Académica de Coimbra (2)  | 52–44          | Vasco da Gama FC      |
| 1967–68   | Benfica (7)               | 79–74          | Académica de Coimbra  |
| 1968–69   | Benfica (8)               | 79–68          | Banco Pinto Magalhães |
| 1969–70   | Benfica (9)               | 75–68          | Banco Pinto Magalhães |
| 1979–71   | Académica de Coimbra (3)  | 83–71          | Porto                 |
| 1971–72   | Benfica (10)              | 91–70          | Académica de Coimbra  |
| 1972–73   | Benfica (11)              | 73–69          | Porto                 |
| 1973–74   | Benfica (12)              | 102–84         | Sporting CP           |
| 1974–75   | Sporting CP (2)           | 78–75          | Benfica               |
| 1975–76   | Sporting CP (3)           | 104–64         | Porto                 |
| 1976–77   | Ginásio                   | 82–72          | Porto                 |
| 1977–78   | Sporting CP (4)           | 87–83          | Sangalhos             |
| 1978–79   | Porto                     | 93–86          | Sporting CP           |
| 1979–80   | Sporting CP (5)           | 93–59          | Sangalhos             |
| 1980–81   | Benfica (13)              | 90–86          | Porto                 |
| 1981–82   | Barreirense (4)           | 85–78          | Atlético CP           |
| 1982–83   | C.A. Queluz               | 86–85          | Benfica               |
| 1983–84   | Barreirense (5)           | 109–76         | Conimbricense         |
| 1984–85   | Barreirense (6)           | 96–82          | Benfica               |
| 1985–86   | Porto (2)                 | 119–76         | Estrelas da Avenida   |
| 1986–87   | Porto (3)                 | 101–100        | Benfica               |
| 1987–88   | Porto (4)                 | 90–77          | Benfica               |
| 1988–89   | Ovarense                  | 81–73          | Illiabum              |
| 1989–90   | Ovarense (2)              | 78–73          | Benfica               |
| 1990–91   | Porto (5)                 | 89–74          | Ovarense              |
| 1991–92   | Benfica (14)              | 84–76          | Illiabum              |
| 1992–93   | Benfica (15)              | 91–86          | Ovarense              |
| 1993–94   | Benfica (16)              | 86–64          | Ovarense              |
| 1994–95   | Benfica (17)              | 80–79          | Porto                 |
| 1995–96   | Benfica (18)              | 75–74          | Oliveirense           |
| 1996–97   | Porto (6)                 | 95–73          | Ovarense              |
| 1997–98   | Estrelas da Avenida       | 87–86          | Benfica               |
| 1998–99   | Porto (7)                 | 67–60          | Ovarense              |
| 1999–2000 | Porto (8)                 | 83–76          | Ovarense              |
| 2000–01   | Portugal Telecom          | 102–88         | Ovarense              |
| 2001–02   | Portugal Telecom (2)      | 91–85          | Oliveirense           |
| 2002–03   | Oliveirense               | 75–65          | CAB Madeira           |
| 2003–04   | Porto (9)                 | 97–88          | Ovarense              |
| 2004–05   | C.A. Queluz (2)           | 71–62          | Ovarense              |
| 2005–06   | Porto (10)                | 95–84          | Benfica               |
| 2006–07   | Porto (11)                | 86–77          | CF Belenenses         |
| 2007–08   | Vitória de Guimarães      | 65–64          | Porto                 |
| 2008–09   | Ovarense (3)              | 92–87          | AD Vagos              |
| 2009–10   | Porto (12)                | 71–70          | Ovarense              |
| 2010–11   | CAB Madeira               | 64–62          | CB Penafiel           |
| 2011–12   | Porto (13)                | 58–47          | Académica de Coimbra  |
| 2012–13   | Vitória de Guimarães (2)  | 100–81         | Benfica               |
| 2013–14   | Benfica (19)              | 74–52          | Galitos               |
| 2014–15   | Benfica (20)              | 88–87 (2 OT)   | Barcelos              |
| 2015–16   | Benfica (21)              | 103–51         | Ovarense              |
| 2016–17   | Benfica (22)              | 85–67          | CAB Madeira           |
| 2017–18   | Illiabum                  | 91–83          | Benfica               |
| 2018–19   | Porto (14)                | 83–80          | Oliveirense           |
| 2019–20   | Sporting CP (6)           | 87–78          | Porto                 |
| 2020–21   | Sporting CP (7)           | 83–59          | Imortal               |
| 2021–22   | Sporting CP (8)           | 79–75          | Benfica               |
| 2022–23   | Benfica (23)              | 75–74          | Imortal               |
| 2023–24   | Porto (15)                | 81–78          | Benfica               |
| 2024–25   | Porto (16)                | 94–73          | Sporting CP           |

## Zdobywcy pucharu według klubu
| Zespół                           | Puchary | Wicemistrzostwa | Zwycięskie lata | Wicemistrzowskie lata                                                                          |
| -------------------------------- | ------- | --------------- | --- | ---------------------------------------------------------------------------------------------- |
| Benfica                          | 23      | 16              | 1946, 1947, 1961, 1964, 1965, 1966, 1968, 1969, 1970, 1972, 1973, 1974, 1981, 1992, 1993, 1994, 1995, 1996, 2014, 2015, 2016, 2017, 2023 | 1948, 1959, 1960, 1963, 1975, 1983, 1985, 1987, 1988, 1990, 1998, 2006, 2013, 2018, 2022, 2024 |
| Porto                            | 16      | 8               | 1979, 1986, 1987, 1988, 1991, 1997, 1999, 2000, 2004, 2006, 2007, 2010, 2012, 2019, 2024, 2025                                           | 1971, 1973, 1976, 1977, 1981, 1995, 2008, 2020                                                 |
| Sporting CP                      | 8       | 5               | 1955, 1975, 1976, 1978, 1980, 2020, 2021, 2022                                                                                           | 1965, 1966, 1974, 1979. 2025                                                                   |
| Barreirense                      | 6       | 3               | 1957, 1960, 1963, 1982, 1984, 1985 | 1955, 1958, 1962                                                                               |
| Ovarense                         | 3       | 11              | 1989, 1990, 2009 | 1991, 1993, 1994, 1997, 1999, 2000, 2001, 2004, 2005, 2010, 2016                               |
| Académica de Coimbra             | 3       | 4               | 1958, 1967, 1971 | 1961, 1968, 1972, 2012                                                                         |
| CF Belenenses                    | 2       | 4               | 1945, 1959 | 1944, 1946, 1957, 2007                                                                         |
| Atlético CP                      | 2       | 1               | 1944, 1954 | 1982                                                                                           |
| Portugal Telecom                 | 2       | 0               | 2001, 2002 | –                                                                                              |
| C.A. Queluz                      | 2       | 0               | 1983, 2005 | –                                                                                              |
| Vitória de Guimarães             | 2       | 0               | 2008, 2013 | −                                                                                              |
| Vasco da Gama                    | 1       | 4               | 1948 | 1945, 1947, 1964, 1967                                                                         |
| Oliveirense                      | 1       | 3               | 2003 | 1996, 2002, 2019                                                                               |
| CAB Madeira                      | 1       | 2               | 2011 | 2003, 2017                                                                                     |
| Illiabum                         | 1       | 2               | 2018 | 1989, 1992                                                                                     |
| Estrelas Avenida                 | 1       | 1               | 1998 | 1986                                                                                           |
| Sporting Lourenço Marques (Moz.) | 1       | 0               | 1962 | –                                                                                              |
| Ginásio                          | 1       | 0               | 1977 | –                                                                                              |
| Banco Pinto Magalhães            | 0       | 2               | – | 1969, 1970                                                                                     |
| Sangalhos                        | 0       | 2               | – | 1978, 1980                                                                                     |
| Conimbricence                    | 0       | 2               | – | 1954, 1984                                                                                     |
| AD Vagos                         | 0       | 1               | – | 2009                                                                                           |
| CB Penafiel                      | 0       | 1               | – | 2011                                                                                           |
| Galitos                          | 0       | 1               | – | 2014                                                                                           |
| Barcelos                         | 0       | 1               | – | 2015                                                                                           |
| Imortal                          | 0       | 2               | – | 2021, 2023                                                                                     |